# Francesco Piccari
Francesco Piccari (* 7. September 1979 in Rom) ist ein ehemaliger italienischer Tennisspieler.

## Karriere
Im Jahr 2004 stieg Piccari das erste Mal in die Top 500 der Tennisweltrangliste ein. In diesem Jahr gewann er auch seine ersten Titel auf der drittklassigen ITF Future Tour, drei im Einzel und einen im Doppel. Den ersten Erfolg auf der höher dotierten ATP Challenger Tour gelang ihm im August 2004, als er in Samarqand das Halbfinale erreichte. Das Jahr beendete er in den Top 300. Nach nur einem Titel im Doppel 2005, gewann er 2006 im Einzel erneut drei Titel, 2007 ebenso drei. 2006 in Sanremo zog Picarri mit Flavio Cipolla das erste Mal in ein Challenger-Finale im Doppel ein. Sie unterlagen dort in zwei Sätzen. Im September 2006 erreichte er ein weiteres Mal das Finale, diesmal in Belém. 2007 gewann er bei seinem dritten Finaleinzug in Mantua den einzigen Challenger-Titel. Bis Ende 2008 war er weitere sieben Mal in einem Challenger-Halbfinale und stand im Juli 2008 mit Platz 207 auf seinem Karriere-Bestwert im Doppel. Zu dieser Zeit kam er auch zu seinen beiden Teilnahmen an Turnieren der ATP Tour. In Umag gewann er an der Seite von Gianluca Naso sein Auftaktmatch und verlor im Anschluss. Beim World Team Cup 2009 konnte er im Doppel beide Matches nicht gewinnen. Im Einzel verlor er bei denselben Turnieren jeweils sein einziges Match.
2008 und 2010 gewann Piccari im Einzel und Doppel jeweils ein Future-Turnier, wodurch er insgesamt auf elf Titel im Einzel und vier Titel im Doppel kommt in seiner Karriere. Mitte 2008 kam auch im Einzel sein Karrierehoch von Platz 233. Ab 2009 verlor er schnell Plätze in der Weltrangliste. In Mailand stand er im Doppel das letzte Mal in einem Challenger-Finale, ehe er 2010 aus dem regelmäßigen Turnierbetrieb ausstieg.

## Persönliches
2017 heiratete Piccari die Tennisspielerin Karin Knapp. Sein jüngerer Bruder Alssandro, der auch Tennisspieler war und bis auf Platz 391 der Welt stieg, betreibt mit ihm einen Tennisakademie in Anzio.

## Erfolge
| Legende (Anzahl der Siege)  |
| Grand Slam                  |
| ATP World Tour Finals       |
| ATP World Tour Masters 1000 |
| ATP World Tour 500          |
| ATP World Tour 250          |
| ATP Challenger Tour (1)     |

### Doppel

#### Turniersiege
| Nr. | Datum         | Turnier | Belag | Partner        | Finalgegner                    | Ergebnis |
| --- | ------------- | ------- | ----- | -------------- | ------------------------------ | -------- |
| 1.  | 15. Juli 2007 | Mantua  | Sand  | Andrei Golubew | Leonardo Azzaro Marco Crugnola | 6:3, 6:2 |